# Faverney
Faverney – miejscowość i gmina we Francji, w regionie Burgundia-Franche-Comté, w departamencie Górna Saona.
Według danych na rok 1990 gminę zamieszkiwały 1112 osoby, a gęstość zaludnienia wynosiła 61 osób/km² (wśród 1786 gmin Franche-Comté Faverney plasuje się na 148. miejscu pod względem liczby ludności, natomiast pod względem powierzchni na miejscu 136.).